# Jupiter Icy Moons Orbiter

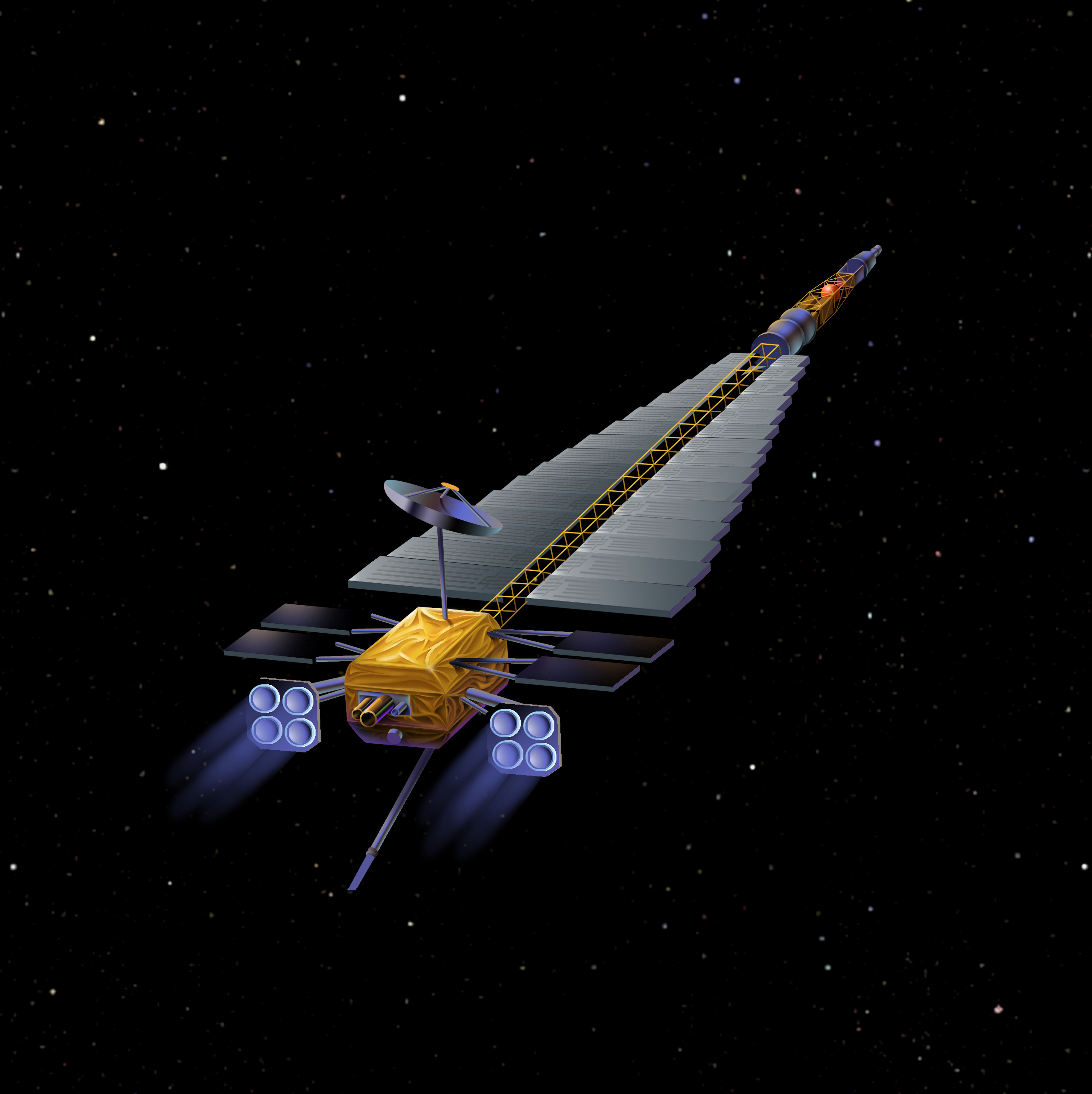
tiene la apariencia de un avión y puede llevar una tripulación de hasta diez miembros

El Jupiter Icy Moons Orbiter (Orbitador para Lunas de Hielo de Júpiter), o JIMO, fue una sonda espacial diseñada para explorar las lunas de hielo de Júpiter. El principal objetivo era Europa, uno de los lugares donde se sospecha que la vida extraterrestre es posible dentro de nuestro sistema solar. Ganímedes y Calisto, que ahora se piensa que tienen océanos líquidos y salados bajo sus heladas superficies, eran también objetivos de interés para la sonda.
Debido a un cambio de prioridades en la NASA que favoreció las misiones espaciales tripuladas, el proyecto perdió los fondos en 2005, cancelando la misión JIMO. Los ingenieros del Jet Propulsion Laboratory (Laboratorio de Propulsión Jet) ligados al proyecto JIMO fueron despedidos o reasignados durante la primavera y el verano de ese año.
La petición de presupuesto que hizo el presidente de los Estados Unidos en el 2006 cortó fundamentalmente los fondos para JIMO. Entre otros asuntos, la tecnología nuclear propuesta fue considerada demasiado ambiciosa, como lo era la arquitectura de la misión (lanzamientos múltiples y ensamblaje en órbita). La NASA está ahora considerando una misión de demostración a un objetivo más cercano a la Tierra para probar el reactor y el sistema de expulsión de calor. Además, el tamaño de la sonda podría ser reducido.
Cuando fue cancelado, el proyecto JIMO estaba aún en las primeras fases de planificación y el lanzamiento no estaba previsto para antes de 2017. Iba a ser la primera misión propuesta del Proyecto Prometheus de la NASA, un programa para desarrollar fisión nuclear como un medio viable de propulsión espacial.

## La sonda JIMO
JIMO iba a contar con un gran número de características revolucionarias. A través de su viaje a las lunas de Júpiter, iba a ser propulsada por un propulsor iónico llamado HiPEP (High Power Electric Propulsion, o Propulsión Eléctrica de Alta Potencia), e impulsada por un pequeño reactor de fisión. Un sistema de conversión Brayton convertiría calor en electricidad.
Usando propulsión eléctrica (8 motores de iones, más propulsores de iones de tamaños variados), habría sido posible entrar y escapar de órbitas alrededor de las lunas de Júpiter, permitiendo una observación más meticulosa que con las sondas actuales, las cuales deben realizar pequeñas maniobras de vuelo a causa de su limitado combustible para ello.
El diseño requería que el reactor fuera posicionado en la punta de la sonda tras un fuerte escudo de radiación que protegía el equipamiento más sensible. El reactor sólo se activaría una vez que la sonda estuviera lejos de la órbita de la Tierra, de forma que la cantidad de radionúclidos que debían ser lanzados a la órbita fuera mínima. Se pensó que esta configuración sería menos arriesgada que los generadores termoeléctricos de radioisótopos (RTGs), usados en anteriores misiones a sistema solar periférico. Estos RTGs contienen grandes cantidades de material altamente radioactivo, el cual genera calor para los termopares.
- Datos: Q639711
- Multimedia: JIMO / Q639711

- Wikimedia Commons alberga una categoría multimedia sobre Jupiter Icy Moons Orbiter.